# Francesco Esposito
Francesco Esposito, né le 4 mars 1955 à Castellammare di Stabia, est un rameur italien, neuf fois champion du monde, récipiendaire de la médaille Thomas-Keller.

## Palmarès

### Championnats du monde
- 1980 à Willebroek,  Belgique
  -  Médaille d'or en deux de couple poids légers
- 1981 à Munich,  Allemagne de l'Ouest
  -  Médaille d'or en deux de couple poids légers
- 1982 à Lucerne,  Suisse
  -  Médaille d'or en deux de couple poids légers
- 1983 à Duisbourg,  Allemagne de l'Ouest
  -  Médaille d'or en deux de couple poids légers
- 1984 à Montréal,  Canada
  -  Médaille d'or en deux de couple poids légers
- 1985 à Willebroek,  Belgique
  -  Médaille d'argent en deux de couple poids légers
- 1988 à Milan,  Italie
  -  Médaille d'or en deux de couple poids légers
- 1990 en Tasmanie,  Australie
  -  Médaille d'or en quatre de couple poids légers
- 1992 à Montréal,  Canada
  -  Médaille d'or en quatre de couple poids légers
- 1993 à Račice,  Tchéquie
  -  Médaille de bronze en deux de couple poids légers
- 1994 à Indianapolis,  États-Unis
  -  Médaille d'or en deux de couple poids légers